# Хлути
Хлути (англ. Hluti) — город на юге Эсватини, на территории округа Шиселвени.

## Географическое положение
Город находится в юго-восточной части округа, на расстоянии приблизительно 80 километров к юго-юго-востоку (SSE) от столицы страны Манзини. Абсолютная высота — 610 метров над уровнем моря.

## Население
По данным официальной переписи 1997 года численность населения составляла 5806 человек.
Динамика численности населения города по годам:
| 1997 | 2013 |
| ---- | ---- |
| 5806 | 5314 |